# 死亡筆記本 (2006年電影)
《死亡筆記本》是一部2006年的日本超自然偵探心理驚悚電影，由金子修介執導。它與它的續集《死亡筆記本：決勝時刻》都是依據大場鶇和小畑健的漫畫作品《死亡筆記本》改編而成。電影描述名為夜神月的大學生撿到一本有殺人能力的筆記本，企圖以它創造出沒有犯罪者的新世界。

## 故事大綱
日本大學生夜神月在撿到一本「死亡筆記本」後人生起了巨大變化，該筆記本上的規則聲稱，任何人只要想著某個人的臉、同時將該人的姓名寫在死亡筆記本上，被寫上名字的人就會死亡。月最初並不相信其效力，但在實驗之後驗證了其效力，並與筆記本的原持有者死神路克見面。之後，夜神月開始以筆記本殺死世界上的罪犯，成為聞名世界的連環殺手「奇樂」。
奇拿的犯行引起國際刑警組織的注意，但他們查不出任何結果。這一案件最後引起了L的注意，L是一位神秘的天才偵探，他靠著與國際刑警組織和日本警方的合作，推斷出奇拿位在關東地區。於是、夜神月與L這兩個天才開始互相刺探對方的身分，展開了智力對決。
在月入侵了身為日本警察高層的父親電腦後、從資料庫裡找到更多的罪犯檔案，但L也因此發現奇拿可能和日本警方聯繫，因此L派出美國聯邦調查局（FBI）跟蹤月，但月發現到這點並殺死了FBI探員雷·岩松，雷·岩松的未婚妻南空直美為了復仇而開始搜查，月注意到她後用計殺死了她。

## 演員名單
| 角色           | 演員              | 配音員 | 配音員            | 配音員            |
| 角色           | 演員              | 香港   | 臺灣 · 衛視電影台 | 臺灣 · 緯來電影台 |
| -------------- | ----------------- | ------ | ----------------- | ----------------- |
| 夜神月         | 藤原龍也          | 鄧肇基 | 于正昇            | 于正昌            |
| L／龍崎        | 松山研一          | 郭俊廷 | 李世揚            | 李世揚            |
| 路克           | 中村獅童 （配音） | 蔡忠衛 | 李英立            | 張騰              |
| 彌海砂         | 戶田惠梨香        | 吳梅   | 馬君珮            | 蘇肇樺            |
| 渡             | 藤村俊二          | 蔡忠衛 | 孫中台            | 李世揚            |
| 夜神總一郎     | 鹿賀丈史          | 陳偉權 | 徐健春            | 梁興昌            |
| 南空直美       | 瀨戶朝香          | 鄧潔麗 | 詹雅菁            | 蘇肇樺            |
| 秋野詩織       | 香椎由宇          | 吳梅   | 楊凱凱            |                   |
| 雷·岩松        | 細川茂樹          | 利耀堂 | 于正昌            | 鈕凱旸            |
| 夜神幸子       | 五大路子          |        | 陳美貞            | 陳玉如            |
| 夜神粧裕       | 滿島光            | 張雪儀 | 劉如蘋            | 張茜雯            |
| 宇生田廣數     | 中村育二          | 利耀堂 | 孫中台            | 鈕凱暘            |
| 松田桃太       | 青山草太          | 曹啟謙 | 陳宏瑋            | 張騰              |
| 模木完造       | 清水伸            |        | 于正昌            | 張騰              |
| 相澤周市       | 奥田達士          |        | 于正昇            | 李世揚            |
| 佐波           | 小松美幸          |        | 馬君珮            | 張茜雯            |
| 松原           | 中原丈雄          |        | 于正昌            | 張騰              |
| 佐伯警察廳長官 | 津川雅彥          |        | 李英立            | 鈕凱暘            |
| 佐佐木司機     | 田中要次          |        | 孫中台            | 梁興昌            |
| 恐田奇一郎     | 皆川猿時          |        | 陳宏瑋            | 李世揚            |
| 涉井丸拓男     | 顔田顔彦          |        | 李世揚            | 鈕凱暘            |
| 日比澤有介     | 渡来敏之          |        | 陳宏瑋            | 張騰              |
| 丸雄武詩       | 瀧直希            |        | 于正昌            | 梁興昌            |
| LIND L. TAILOR | Matt Reagan       |        | 孫中台            | 李世揚            |
| 坂城良太郎     | 藤田正則          |        | 陳宏瑋            | 鈕凱暘            |

## 外部連結
- 『死亡筆記』官方網站 （页面存档备份，存于）
- Yahoo奇摩電影上《死亡筆記本》的資料（繁體中文）
- 開眼電影網上《死亡筆記本》的資料（繁體中文）